# Bolsa de Valores de Joanesburgo
JSE Limited (anteriormente chamada de JSE Securities Exchange e Johannesburg Stock Exchange) é a maior bolsa de valores da África. Ela está situado em Sandton, Joanesburgo, África do Sul. Em 2003, a JSE tem um número estimado de 472 empresas listadas. Em 31 de dezembro de 2013, a capitalização da JSE mercado estava em US$ 1.007 trilhões.